# Oyem
 (décembre 2012).
Si vous disposez d'ouvrages ou d'articles de référence ou si vous connaissez des sites web de qualité traitant du thème abordé ici, merci de compléter l'article en donnant les références utiles à sa vérifiabilité et en les liant à la section « Notes et références ».
Oyem est une ville du Gabon, chef-lieu de la province du Woleu-Ntem et chef-lieu du département du Woleu. Elle est par le nombre d'habitants la quatrième ville du pays après Libreville, Port-Gentil et Franceville. La superficie de la commune est de 13 km2.
Située à 650 m d'altitude, Oyem bénéficie d'un climat plus frais que Libreville.
Carrefour entre le Cameroun, le Gabon et la Guinée équatoriale, la ville est tournée vers le commerce et dominée par les échanges avec les pays voisins.
C'est la capitale régionale du Nord et le centre du pays fang qui s'étend du pays Ewondo (Yaoundé au Cameroun) jusqu'à Libreville. Elle est principalement habitée par des Fangs et une minorité Haoussa...
Akouakam est le plus grand quartier de la ville et aussi le plus populaire avec son stade de football. Ce quartier est un ancien village Nkodjeign.
La ville est signataire d'un accord de partenariat avec Clermont-Ferrand depuis le 12 avril 2006,.

## Histoire
Le peuplement de la ville est relativement récent. Si l'on peut penser que d'autres peuples ont séjourné dans la zone jusqu'au début du XIXe siècle, il n'en demeure pas moins que les Fang qui l'habitent sont arrivés et se sont installés définitivement vers les années 1810 avec la fondation d'un des tout premiers villages, Angone, par le patriarche Mbeng Mintsa.
Le clan Nkodjeign a certainement initié ce peuplement. Venant du Cameroun et passant par la Guinée équatoriale, les Nkodjeign se sont d'abord installés dans les collines du Mont Miyele où ils exploitaient l'arachide comme ils le faisait sur les collines de Yaoundé.
Angone, fondé vers 1810, va entraîner la fondation d'autres villages dans lesquels évoluera la grande famille Nkodjeign. Akoakam est fondé par Ndong Owono vers 1830, Methuign vers 1840 par Atomo Ndong, Adjougou vers 1845, Meka'a vers 1850 par Ekoga Ndong. Ce sont les principaux villages qui vont constituer l'essentiel de la communauté qui va se développer et devenir un comptoir allemand en 1903 avec Weber. En 1915, Oyem qui fait alors partie du Neu Kamerun et donc de l'empire allemand, est repris par les Français lors de la bataille de Mimbeng.
Le nom Oyem viendrait d'un gigantesque arbre qui se dressait à quelques mètres de la tribune officielle et qui fut coupé au début des années 1990. En fait c'est le grand village Akoakam qui s'étendait jusqu'à l'actuelle tribune qui s'appelait Oyem (c'est un arbre). Oyem fut confondu avec la petite ville naissante. Oyem est devenue commune de moyen exercice en 1958 et son premier maire fut Bernard Obiang 'Ekour'andiè' qui avait pour grand adversaire politique Edouard Evouna d'Akoakam. C'est le père de ce dernier qui d'ailleurs offrit aux Haoussas en 1899 son hospitalité et leur permit de s'installer.
La zone d'Oyem est peuplée de plusieurs clans ou lignages : les Nkodjeign qui occupent la quasi-totalité de la commune (Angone, Adjougou, Meka'a, Methuign, Keng Alo'o, Ako'o barrage, Essong, Mfoul, Adzabilone, Ewormekok…), Odzip, Yenguin, Yeffa (canton Kyè dont Anguia et Essomo Yeffa), Essangui et un seul village Eba'a (Abam Eba, dans le canton Kyè).

## Éducation
La ville d'Oyem comporte sur son territoire plusieurs établissements primaires, secondaires et quelques établissements supérieurs. Certains établissements secondaires reconnu sont : le Lycée Monseigneur François-Xavier NDONG d'Angone situé à Angone (d'abord appelé Collège Catholique d'Angone puis le Lycée Catholique d'Angone), le Collège Protestant à Mfoul, le Collège privé Ondo & Fils. L'ancien CES public qui est devenu le Lycée d'Excellence et qui possède une classe préparatoire mais aussi, le Lycée d'Etat dit Lycée Richard NGUEMA BEKALE. 
C'est à Angone, à quelques kilomètres du centre-ville, se situe l'École de Développement Rural, appelé anciennement école des cadres Ruraux.

## Économie
On y trouve aussi la société Sobraga qui brasse et embouteille la fameuse bière Régab et Castel ainsi que d'autres boissons gazeuses (Coca-Cola, Fanta, Top, etc.).
C'est la capitale d'une région frontalière avec trois pays, le Cameroun au nord, la Guinée équatoriale à l'ouest et la République du Congo à l'est ; elle est ainsi au centre d'une activité commerciale transfrontalière.
Oyem est aussi la deuxième région militaire du Gabon[réf. nécessaire] et le siège de la légion de gendarmerie Nord (Woleu-Ntem et Ogooué-Ivindo). Une base de la Garde républicaine s'y trouve également.

## Lieux de culte
Parmi les lieux de culte, il y a principalement des églises et des temples chrétiens : Diocèse de Oyem (Église catholique), Église de l'Alliance chrétienne et missionnaire du Gabon (Union mondiale de l'Alliance), Assemblées de Dieu, Église Évangélique du Gabon. Il y a aussi des mosquées musulmanes.

## Personnalités
- Justine Mintsa, romancière, née à Oyem, en 1957 ;
- Pierre Claver Zeng, artiste et homme politique, né à Oyem en 1953 ;
- Daniel Ona Ondo (né en 1945), homme politique est devenu Premier ministre du gouvernement le 27 janvier 2014 et président de la Communauté économique et monétaire de l'Afrique centrale le 17 février 2017 ;
- Grégoire Biyogo, philosophe et mvettologue ;
- Paulin Obiang Ndong (né en 1951), homme politique gabonais ;
- Estelle Ondo, femme politique Gabonaise, 4e vice-présidente de l'Union Nationale, Ministre de l'Économie forestière, de la pêche et de l'Environnement (2016-2018) ;
- Raymond Ndong Sima (1955-), homme politique gabonais.